# ریور لمون
ریور لمون (به انگلیسی: River Lemon) رودخانه‌ای به‌طول ۱۶ کیلومتر است که در انگلستان جریان دارد.